# Pirati (programma televisivo)
Pirati  è un programma televisivo in onda su Rai 2 a partire dall'aprile del 2008.

## Il programma
Ideato da Gregorio Paolini e Simonetta Martone per la regia di Luigi Antonini, Pirati è un rotocalco televisivo-magazine di seconda serata articolato sull'avvicendamento di servizi realizzati da diversi inviati (i Pirati, appunto) intervallati da brevi introduzioni del conduttore Marco Cocci.
I servizi, di tenore umoristico, ironico e provocatorio, affrontano i temi più diversi dell'attualità e propongono anche interviste a personaggi di spicco di varia estrazione (spettacolo, cultura, politica, sport, ecc.).
Tra gli inviati, che si alternano nelle varie puntate, figurano (in ordine alfabetico) Antonio Barea de Luna, Francesca Chiarantano, Barbara Foria, Lisa Fusco, Serena Garitta, Andrea Golino, Francesca Guicciardini, Selvaggia Lucarelli, Cinzia Molena, Belén Rodríguez, Elisa Sciuto e Maria Pia Timo.
Nei servizi privi di inviato, la voce fuori campo è di Emanuela Rossi (doppiatrice, tra le altre, di Nicole Kidman e Uma Thurman, nonché del personaggio di Mary Alice, ovvero la voce narrante del serial Desperate Housewives).